# أبو طاهر السجاوندي
أبو طاهر السَّجاوندي (توفي نحو 600 هـ / 1204 م)  هو رياضي حنفي فرضي.
هو سراج الدين أبو طاهر محمد بن محمد بن عبد الرشيد ابن طيفور السجاوندي.

## آثاره
ذكر الزركلي أن له:
- «السراجية» نسبة إلى كنيته «سراج الدين» في الفرائض والمواريث.
- «شرح السراجية».
- «الوقف والابتداء».
- «الجبر والمقابلة» رسالة.
- «ذخائر نثار في أخبار السيد المختار ﷺ».
- (( مخطوطه النصاب في علم الحساب ))